# 藤原経子 (藤原経平の女)
藤原 経子（ふじわら の けいし/ つねこ、生没年不詳）は、平安時代後期の女官。父は従三位大宰大弐・藤原経平。兄弟に通俊、通宗がいる。
後三条・白河両天皇に典侍として仕える。承保2年（1075年）4月、白河天皇の寵愛を受けて皇子（覚行法親王）を産む。後に参議・藤原公定の室となった。